# تخت‌شدگی

فرمول تخت‌شدگی طبق این نگاره است.

تخت‌شدگی یا ضریب فشردگی (به انگلیسی: Flattening) مسطح‌بودن و تخت‌شدن یک دایره یا یک کره در امتداد یک قطر یک بیضی یا بیضی‌گون است. فرمول تخت‌شدگی عبارت است از:
{\displaystyle \mathrm {flattening} =f={\frac {a-b}{a}}.}